# 4042 Okhotsk
A 4042 Okhotsk (ideiglenes jelöléssel 1989 AT1) a Naprendszer kisbolygóövében található aszteroida. Kin Endate,  Vatanabe Kazuró fedezte fel 1989. január 15-én.